# Стрела (остров)
Стрела́ — остров архипелага Седова в составе архипелага Северная Земля. Административно расположен в Таймырском Долгано-Ненецком районе Красноярского края.

## Расположение
Расположен в самом центре архипелага Седова, в западной части Северной Земли. К северу от западного побережья острова в 200 метрах лежит полуостров Отдельный — восточная оконечность острова Среднего, к северу от восточного побережья в 300 метрах — мыс Македонского — западная точка острова Фигурного.

## Описание
Имеет вытянутую с северо-запада на юго-восток форму длиной чуть более 5 километров и шириной до 900 метров. В центральной части острова с юга вдаётся небольшая бухта с узким входом, почти разделяющая остров на две части. Ещё один небольшой залив длиной около 800 метров находится в юго-восточной части острова. В средней части расположена небольшая скала высотой 23 метра. Берега в основном пологие. Рек на острове нет, в северо-западной части — небольшое бессточное озеро.